# Kościół Matki Bożej Szkaplerznej w Głębowicach
Kościół pod wezwaniem Matki Bożej Szkaplerznej w Głębowicach – zabytkowy, drewniany kościół parafialny parafii Matki Bożej Szkaplerznej w Głębowicach, wybudowany w 1518, w następnych stuleciach kilkukrotnie przebudowany co znacznie zmieniło pierwotny wygląd kościoła. Znajduje się na Szlaku Architektury Drewnianej województwa małopolskiego.

## Historia
Kościół został zbudowany w 1518, konsekrowany przez biskupa sufragana Mikołaja Oborskiego w 1659. W następnym stuleciu dobudowano do prezbiterium od wschodu murowaną zakrystię. W 1782 obudowano pierwotną wieżę nową konstrukcją. W 1860 do prezbiterium dobudowano murowaną kaplicę fundacji Duninów, których katakumby umieszczone są pod nią. Drewniane prezbiterium zostało zastąpione piętrowym murowanym w 1931, dołączyła do niego również druga murowana kaplica. Na wschodniej ścianie zakrystii wmurowano epitafia właścicieli wsi, m.in. Skrzyńskich herbu Łąbędź, a w 1854 w filar bramki wejściowej wmurowano pochodzącą z 1546 płytę nagrobną śląskiego szlachcica Jakuba Saszowskiego z Gierałtowic (vel Gierałtowski z Gierałtowic), oświęcimskiego sędziego, z Domu Saszowskich (pisane również Szaszowskich). Jest to jedna z najstarszych płyt nagrobnych na ziemi małopolskiej (Rejestr zabytków, numer w rejestrze: A-71 z 9.12.1968; A-294/78 z 20.04.1978).

## Architektura
Kościół jest orientowany, na planie krzyża łacińskiego. Prezbiterium z zewnątrz jest zakryte przez dwie przylegające do zakrystii kaplice boczne. Od zachodu do drewnianej oszalowanej nawy przylega również drewniana wieża. Całość, poza wieżą jest przykryta jednokalenicowym dachem krytym dachówką. Wieża zakończona jest blaszanym hełmem z iglicą.

## Wnętrze
Wnętrze przykrywa sklepienie kolebkowe. Prezbiterium połączone jest z bocznymi kaplicami poprzez murowane arkady, przejście do zwieńczonej sklepieniem nieckowym zakrystii znajduje się za późnorenesansowym ołtarzem głównym, w którym mieści się XVII-wieczny barokowy obraz Matki Bożej wręczającej szkaplerz św. Szymonowi Stockowi. Ołtarze boczne barokowe. W jednej z bocznych kaplic znajduje się portret zmarłej w 1638 Zofii z Komorowskich Gierałtowskiej. Na ścianie nawy barokowy obraz Koronacji Matki Bożej oraz dziewięć scen alegorycznych.